# Terroranschläge in Lahore am 28. Mai 2010
Die Terroranschläge am 28. Mai 2010 in Lahore waren zwei fast zeitgleiche Anschläge auf zwei Moscheen der Ahmadiyya Muslim Jamaat während des Freitagsgebets, wobei 86 Ahmadi-Muslime getötet und mehr als 120 verletzt wurden. Nach dem ersten Anschlag begann eine stundenlange Geiselnahme durch die Angreifer. Die Moscheen tragen den Namen „Bait-un-Noor“ im Stadtteil Model Town und „Bait-ul-Zikr“ im Stadtteil Garhi Shahu. Zu den Anschlägen bekannte sich die pakistanische Therik-e-Taliban Punjab.

## Hintergrund
Die Ahmadiyya Muslim Jamaat (AMJ) ist eine aus der Ahmadiyya-Bewegung hervorgegangene Religionsgemeinschaft. Die Ahmadiyya-Bewegung wurde im Jahre 1889 durch Mirza Ghulam Ahmad aus Qadian gegründet. Mirza Ghulam Ahmad erhob den Anspruch „Mudschaddid des 14. islamischen Jahrhunderts“, der „Verheißene Messias“, der von Muslimen erwartete „Mahdi der Endzeit“ und ein „(Mohammed nachgeordneter) Prophet“ zu sein.
In Pakistan wurden Ahmadis mit der Verfassungsänderung vom 7. September 1974 durch Zulfikar Ali Bhutto zu Nicht-Muslimen erklärt. Während des Regimes von General Zia-ul-Haq wurde es Ahmadis verboten sich selbst als Muslime zu bezeichnen und die Sitten und Bräuche des Islams auszuüben. Unter Zia-ul-Haq wurde am 26. April 1984 mit der „Ordinance XX“ die freie Religionsausübung stark eingeschränkt. Daher sei die Regierung Pakistans mitverantwortlich für die Terroranschläge, da sie zum einen die Glaubensgemeinschaft schon seit Jahren verfolge und zudem keinen Schutz gewähre. Laut „Minority Rights Group International“ (Internationale Gruppe für Minderheitsrechte) hat Pakistan den weltweit höchsten Zuwachs von Drohungen gegen Minderheiten und ist unter anderem das 6. gefährlichste Land für Minderheiten weltweit.

## Untersuchungen
Rana Sana Ullah Khan, der Justizminister der Punjab Provinz, bestätigte, dass die Angreifer sich vor dem Anschlag bei der Tablighi Jamaat, einer muslimischen Missionierungsbewegung, die ihren Hauptsitz in Raiwind, in der Nähe von Lahore hat, aufhielten. Viele Experten sehen in der Tablighi Jamaat ein „Vorzimmer“ von Al-Qaida und der Taliban. So bezeichnete Innensenator Ehrhart Körting (SPD) die Tablighi Jamaat als „Durchlauferhitzer“ für islamistische Attentäter in London. Außerdem ist laut Verfassungsschutzbericht 2006 die Gefahr gegeben, dass die Tablighi Jamaat aufgrund ihres strengen Islamverständnisses und der weltweiten Missionstätigkeit islamistische Radikalisierungsprozesse fördert.
Justizminister Rana Sana Ullah Khan fügte ebenfalls hinzu, dass die Angreifer wahrscheinlich in Wasiristan ausgebildet wurden.

## Reaktionen
In einer gemeinsamen Erklärung mit drei Menschenrechtsexperten der Vereinten Nationen sagt UN-Sekretär Ban Ki-moon: „Mitglieder dieser Religionsgemeinschaft wurden mit vielen Drohungen, Diskriminierung und Gewalt in Pakistan konfrontiert. Es gibt eine echte Gefahr, dass ähnliche Gewalt wieder auftreten kann, bis die Befürwortung zur Aufstachelung für Diskriminierung, Feindseligkeit und Gewalt nicht gestoppt wird. Die Regierung muss jeden einzelnen Schritt gehen, um die Sicherheit von Mitgliedern aller Religionsgemeinschaften und deren religiösen Stätte zu gewährleisten und um eine Wiederholung des heutigen tödlichen Vorfalls zu vermeiden.“
In einer Erklärung, welche nach den Anschlägen gegeben wurde, gab der Innenminister Rehman Malik zu, dass sich militante Gruppen im Süden des Punjab verschanzt hätten und von dort aus das Land destabilisieren würden. Rehman Malik fügte jedoch gleich hinzu, dass eine militärische Offensive im Süden des Punjab gegen die Militanten ausgeschlossen wäre.

## Festnahmen
Am 5. Juli 2010 nahm die pakistanische Polizei 6 Männer fest, welche Mitglieder der bereits verbotenen terroristischen Organisation Harkat-ul-Jihad al-Islami waren. Die Männer standen unter Verdacht, mit dem Anschlag etwas zu tun zu haben. Die Männer waren im Besitz von 18.000 kg Sprengstoff, 21 Granaten und 6 AK-47 Gewehren.